# 银总起义
银总起义是指明宣德元年(1426年)，今贵州省三穗县境之木梁、奥洞、鬼隘等处侗族民众，在“奥洞蛮苗”银总、章奴父子的领导下，聚众1500余人举行的起义。时任都指挥使的祝贵和赤溪湳洞长官司杨通谅前往劝降。银总设伏于奥洞坡，将杨通谅打死，祝贵逃脱，起义军乘胜攻克埂洞(今三穗县桐林镇)，欲攻思州(今牢巩县)。朝廷震动，命肖授调派湖南辰州、沅州、清浪兵14000人、粮15000担前往镇压，官兵攻克奥洞，捕杀起义民众。银总脱逃，不知所踪。